# Угода про сторічне партнерство між Україною та Сполученим Королівством Великої Британії і Північної Ірландії

16 січня 2025 року в Києві Президент України Володимир Зеленський та Прем’єр-міністр Великої Британії Кір Стармер підписали Угоду про сторічне партнерство між Україною та Сполученим Королівством Великої Британії і Північної Ірландії.

## Основні положення
1. Зміцнення обороноздатності
2. Зміцнення безпеки та досягнення консенсусу щодо членства України в НАТО
3. Побудова партнерства у сфері морської безпеки
4. Посилення економічного та торговельного співробітництва
5. Посилення співпраці у сфері енергетики, клімату та переходу до чистої енергії
6. Посилення співпраці у сфері правосуддя та притягнення до відповідальності
7. Протидія іноземним інформаційним маніпуляціям і втручанням
8. Зміцнення позицій як лідерів у галузі науки, технологій та інновацій

## Зобов'язання
- Сполучене Королівство зобов'язується щорічно надавати Україні військову допомогу на суму не менше 3 мільярди фунтів стерлінгів до 2030-2031 року.[2]